# Liste der Burggrafen von Magdeburg
Die Burggrafen von Magdeburg waren die Burggrafen des Erzbischofs von Magdeburg.

## Liste (unvollständig)
| nachweisbare Burggrafen                           | von       | bis       | Lebensdaten            | Anmerkungen |
| ------------------------------------------------- | --------- | --------- | ---------------------- | --- |
| Friedrich von Walbeck                             | um 1000   |           |                        | |
| Konrad von Walbeck                                |           |           |                        | Sohn Friedrichs |
| Hermann von Spanheim                              | 1080      | 1118      | † 22. Juli 1118        | Sohn Siegfried I., Bruder des Erzbischofs Hartwig von Magdeburg aus der Familie der Spanheimer |
| Wiprecht II. von Groitzsch                        | 1118      | 1124      | † 22. Mai 1124         | 1084/1113 und ab 1115 im Nisangau und Gau Budissin, sowie im Elbtal zwischen Pirna und Dresden, 1106 Graf, 1118 Burggraf von Magdeburg und Vogt von Stift Neuwerk in Halle, 1123 (Titular-)Markgraf von Meißen und der Lausitz, gründet 1091 Kloster Pegau, 1104 Kloster Lausigk, bestattet in Kloster Pegau (Grafschaft Groitzsch) |
| Heinrich von Groitzsch                            | 1124      | 1135      | † 1135                 | zweiter Sohn Wiprechts II., nach 1131 Markgraf der Lausitz |
| Burchard I. (II.) von Querfurt                    | 1136      | 1161/1162 | † 1161/1162            | Bruder des Erzbischofs Konrad von Magdeburg |
| Burchard II. (III.) von Querfurt                  | 1161/1162 | 1177/1178 | † 1177/1178            | Sohn Burchards I. (II.) |
| Burchard III. (IV.) von Querfurt                  | 1177/1178 | 1190      | * vor 1170; † 1190     | Sohn Burchards II. (III.) |
| Gebhard IV. von Querfurt                          | 1190      | 1209      | † zw. 1213 und 1216    | Bruder Burchards III. (IV.), Vater des Erzbischofs Ruprecht von Querfurt, Bruder von Konrad von Querfurt, Bischof von Würzburg (1201–1202) |
| Burchard IV. von Querfurt                         | 1209      | 1243/1247 | † zw. 1243 und 1247    | Sohn Burchards III. (IV.) |
| Burchard V. von Querfurt                          | 1243/1247 | 1269/1270 | † 1269/1270            | Sohn Burchards IV.; schließt 1269 einen Vertrag über den Verkauf der Burggrafschaft, stirbt aber wohl kurz darauf und der Vertrag wird durch seinen Sohn vor dem 27. Juni 1270 ratifiziert |
| Burchard VI. (X.) von Querfurt                    |           | 1269      | * um 1215; † 1273/1278 | Titular-Burggraf von Magdeburg, Bruder Burchards V. |
| Burchard VII. von Querfurt, genannt von Rosenburg | 1269/1270 | 1269/1270 | † 1306                 | Sohn Burchards V.; verkauft die Burggrafschaft 1269/1270 an Erzbischof Konrad II. mit dem damit verbundenen magdeburgischen Erzschenkenamt und den burggräflichen Rechten zu Magdeburg und Halle sowie den Ämtern Gommern, Ranies, Elbenau und Gottau, erscheint in einer Urkunde vom 27. Juni 1270 als quondam burggravius         |
| Burchard VIII. von Querfurt                       |           | 1269      | † zw. 1297 und 1314    | Titular-Burggraf von Magdeburg, Sohn Burchards VI. (X.) |
| Johann I. von Sachsen-Lauenburg                   | 1269/1270 |           | † 1285                 | Herzog von Sachsen-Lauenburg, Titular-Burggraf von Magdeburg |
| Albrecht II. von Sachsen-Wittenberg               | 1269/1270 |           | † 1298                 | Herzog von Sachsen-Wittenberg, Titular-Burggraf von Magdeburg, Bruder Johanns |